# Oscar Levant
(Oscar Levant)
Oscar Levant (Pittsburgh, 27 dicembre 1906 – Beverly Hills, 14 agosto 1972) è stato un compositore, pianista, attore, comico, direttore d'orchestra, scrittore, conduttore radiofonico, personaggio televisivo e di radio e conduttore televisivo statunitense.
È famoso tanto per il suo caustico umorismo e i personaggi interpretati nel cinema, alla radio ed in televisione, quanto per la sua musica.

## Biografia
Nato a Pittsburgh (Pennsylvania), da una famiglia di musicisti ebrei ortodossi russi, Levant si trasferì a New York con sua madre Annie nel 1922, dopo la morte del padre Max. Iniziò gli studi presso il noto pianista ed insegnante di pianoforte Zygmunt Stojowski. Nel 1924 apparve con Ben Bernie nel cortometraggio Ben Bernie and All the Lads girato a New York col sistema sound-on-film realizzato da Lee De Forest.
Nel 1928 Levant si recò a Hollywood, dove la sua carriera prese la svolta decisiva. Durante la sua permanenza incontrò George Gershwin con cui strinse anche amicizia. Nei vent'anni dal 1929 al 1948 avrebbe continuato a comporre musica per più di venti film. Durante questo periodo scrisse inoltre numerose canzoni di successo che entrarono nella hit parade dell'epoca, la più nota delle quali rimane Blame It on My Youth, considerata tuttora uno standard della musica pop.
Attorno al 1932 Levant iniziò la carriera di compositore. Studiò con Arnold Schönberg che gli offrì il ruolo di suo assistente (offerta che però Levant declinò convinto di non esserne all'altezza). I suoi studi ufficiali lo portarono a partecipare, su richiesta di Aaron Copland, a suonare al Festival di musica contemporanea americana di Yaddo il 30 aprile dello stesso anno. Avendo ottenuto un certo successo, Levant iniziò la stesura di un'opera orchestrale, una sinfonietta. Sempre nel 1932 si sposò e successivamente divorziò dall'attrice Barbara Woodell.
Nel 1939 Levant si sposò per la seconda volta con la cantante e attrice June Gale (Gilmartin) che (con le sorelle Jane, Joan e Jean) faceva parte del quartetto vocale The Gale Sisters. Rimasero sposati per quasi 33 anni, fino alla morte di lui, ed ebbero tre figlie, Marcia, Lorna e Amanda.
Levant raggiunse la notorietà presso il pubblico statunitense come uno degli ospiti fissi del quiz radiofonico Information Please. Originariamente scritturato come ospite, Levant si dimostrò talmente spiritoso da diventare uno dei componenti fissi del cast dello spettacolo, tra la fine degli anni trenta e gli anni quaranta, assieme ai colleghi Franklin Pierce Adams, John Kieran e al moderatore Clifton Fadiman. "Mr Levant", come veniva sempre chiamato, era spesso interpellato per domande di carattere musicale ed impressionava gli ascoltatori con la sua profonda conoscenza dell'argomento e con le sue battute.
Nel 1945 registrò l'album Gershwin, Rhapsody In Blue - con Eugene Ormandy che dirige la Philadelphia Orchestra per la Columbia Masterworks che vinse il Grammy Hall of Fame Award 1990.
Tra il 1958 e il 1960 Levant condusse un talk show televisivo alla KCOP-TV di Los Angeles dal titolo The Oscar Levant Show, che in seguito venne distribuito anche da altre reti televisive. Lo spettacolo alternava esibizioni al piano, monologhi e interviste con ospiti di prima grandezza come Fred Astaire e Linus Pauling. L'unica registrazione esistente di cui si ha menzione è proprio quella della puntata con Fred Astaire, che pagò personalmente affinché si registrasse la messa in onda. Lo spettacolo sollevò diverse controversie e fu alla fine sospeso dopo un commento riguardo alla conversione all'ebraismo di Marilyn Monroe:
(trad.)
In seguito Levant dichiarò che non intendeva "in quel senso" (si fa riferimento all'espressione americana che indica il cunnilingus, ndr). Diversi mesi dopo, lo spettacolo tornò in onda in un formato profondamente riveduto, e registrato in precedenza per permettere di poter intervenire su eventuali battute sconvenienti di Levant. Ciononostante non si riuscì a censurare un commento sulla vita sessuale di Mae West, il che decretò la sospensione definitiva del programma.
Notoriamente ipocondriaco, Levant dichiarò apertamente le sue nevrosi e, negli ultimi anni della sua vita, diventò dipendente dagli psicofarmaci tanto che la moglie June dovette farlo ricoverare più volte in ospedale psichiatrico. Nonostante i suoi limiti, Levant venne da alcuni considerato un genio pianistico per le sue interpretazioni dei concerti per piano di Pëtr Il'ič Čajkovskij, Anton Rubinstein e Gershwin.
Levant si allontanò gradualmente dalle scene fino alla sua morte, avvenuta a Beverly Hills per attacco cardiaco all'età di 65 anni. Venne sepolto al Westwood Village Memorial Park Cemetery di Los Angeles.

## Filmografia
- Ben Bernie and All the Lads, regia di Lee De Forest (1924)
- The Dance of Life, regia di John Cromwell e Edward Sutherland (1929)
- La più bella vittoria (Night Parade), regia di Malcolm St. Clair (1929)
- Rhythm on the River, regia di Victor Schertzinger (1940)
- Kiss the Boys Goodbye, regia di Victor Schertzinger (1941)
- Rapsodia in blu (Rhapsody in Blue), regia di Irving Rapper (1945)
- Perdutamente (Humoresque), regia di Jean Negulesco (1946)
- Amore sotto coperta (Romance on the High Seas), regia di Michael Curtiz (1948)
- You Were Meant for Me, regia di Lloyd Bacon (1948)
- I Barkleys di Broadway (The Barkleys of Broadway), regia di Charles Walters (1949)
- Un americano a Parigi (An American in Paris), regia di Vincente Minnelli (1951)
- La giostra umana (O. Henry's Full House), regia di Henry Hathaway, Howard Hawks, Henry King, Henry Koster e Jean Negulesco (1952)
- The I Don't Care Girl, regia di Lloyd Bacon (1953)
- Spettacolo di varietà (The Band Wagon), regia di Vincente Minnelli (1953)
- La tela del ragno (The Cobweb), regia di Vincente Minnelli (1955)

## Doppiatori italiani
- Stefano Sibaldi in Perdutamente, Rapsodia in blu, Un americano a Parigi, La giostra umana
- Carlo Romano in I Barkleys di Broadway, La tela del ragno
- Augusto Marcacci in Amore sotto coperta
- Bruno Persa in Spettacolo di varietà